# Antonio Mauro
Antonio Mauro (* 30. Juni 1914 in Gallina (Ortsteil von Reggio Calabria); † 9. Dezember 2001) war ein Kurienerzbischof der römisch-katholischen Kirche.

## Leben
Antonio Mauro empfing am 9. Juli 1939 das Sakrament der Priesterweihe. 
Paul VI. ernannte ihn am 4. Juli 1967 zum Titularerzbischof pro hac vice von Thagaste und zum Apostolischen Nuntius in Indonesien. Der Papst persönlich weihte ihn am 16. Juli desselben Jahres zum Bischof; Mitkonsekratoren waren Jacques-Paul Martin, Präfekt der Präfektur des Päpstlichen Hauses, und Augusto Gianfranceschi, Bischof von Cesena. 
Der Papst ernannte ihn am 12. April 1969 zum Vizepräsidenten des Sekretariates für die Nichtglaubenden. Der Papst ernannte ihn im Oktober 1975 zum Administrator von Sankt Paul vor den Mauern. Von seinem Amt trat er am 10. Dezember 1990 zurück.